# هيجو جيربر
هيجو جيربر (بالألمانية: Heiko Gerber)‏ (11 يوليو 1972 شتولبرغ ألمانيا - ) هو لاعب كرة قدم ألماني، يلعب كلاعب وسط.

## وصلات خارجية
هيجو جيربر على موقع الاتحاد الدولي (مؤرشف)  (الإنجليزية)
- هيجو جيربر على موقع قاعدة بيانات كرة القدم.إي يو (الإنجليزية)
- هيجو جيربر على موقع بيانات كرة القدم. دي إي (الألمانية)
- هيجو جيربر على موقع ناشيونال فوتبول تيمز (الإنجليزية)
- هيجو جيربر على موقع عالم كرة القدم.نت (الإنجليزية)